# Marián Labuda

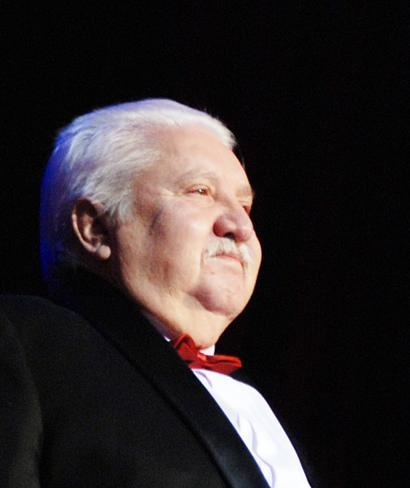
Marián Labuda

Marián Labuda (28. října 1944 Hontianske Nemce, Slovenský stát – 5. ledna 2018 Borinka, Slovensko) byl slovenský filmový a divadelní herec. Jeho nejslavnější rolí byla role Karla Pávka, řidiče v kultovní československé komedii Vesničko má středisková.

## Život
Vystudoval Vysokou školu múzických umění v Bratislavě. Působil v Bratislavě v Slovenském národním divadle, od roku 1967 v Divadle Na korze a poté na Nové scéně. Pravidelně vystupoval v českých i slovenských filmech.
Příležitostně spolupracoval s českými divadly, např. pro Vinohradské divadlo v Praze připravoval pohostinsky choreografii pro hru Jeana-Clauda Grumberga Krejčovský salón (2003, režie Petr Novotný j. h.).
Zemřel náhle dne 5. ledna 2018 ve věku 73 let na infarkt myokardu. Lékařům se jej nepodařilo oživit poté, co se mu při nastupování do auta udělalo špatně. Poslední rozloučení s Mariánem Labudou se konalo – za účasti i např. maďarského herce Jánose Bána – dne 12. ledna v sále činohry nové budovy Slovenského národního divadla v Bratislavě.

## Filmografie
- 1965 Kým sa skončí táto noc (Miloš)
- 1967 Zmluva s diablom (Miloš)
- 1970 Pán si neželal nič (kuchař)
- 1970 Zločin slečny Bacilpýšky (námořník Brco)
- 1975 Pacho, hybský zbojník (kníže Erdödy)
- 1975 Sebechlebskí hudci (eunuch)
- 1976 Růžové sny (mistr)
- 1978 Nie (Vajcík)
- 1980 Demokrati (Mikiska)
- 1981 Buldoci a třešně (Don Carmello)
- 1983 Radikálni řez (Tancoš)
- 1984 Falošný princ (první vezír)
- 1984 Kráľ Drozdia brada (král Otto, žalářník)
- 1984 O sláve a tráve
- 1984 Prodavač humoru (hudebník)
- 1984 Sladké starosti (starý Mikloš)
- 1985 Vesničko má středisková (Karel Pávek)
- 1988 Anděl svádí ďábla (velkostatkář Nikodým)
- 1988 Dobří holubi se vracejí (Dorenda)
- 1989 Konec starých časů (Stoklasa)
- 1989 Nemocný bílý slon (Kocanda)
- 1989 Vážení přátelé, ano (Ládíček)
- 1990 Dávejte si pozor! (Jozef Heriban)
- 1990 O Janovi a podivuhodném příteli (tlustý lupič)
- 1991 Meeting Venus (Schůzka s Venuší)
- 1991 Tajemství alchymisty Storitza (Stepark)
- 1991 Žebrácká opera (William Peachum)
- 1992 Dobrú noc, televízorček (Knedlík)
- 1993 Kanárská spojka (zástupce šéfa mafie)
- 1993 Život a neobyčejná dobrodružství vojáka Ivana Čonkina (pplk. Opalikov)
- 1994 Akumulátor I (učitel Zima)
- 1994 Andělské oči (mäsiar Hyrman)
- 1994 Na krásném modrém Dunaji (výtahář)
- 1994 Vekslák aneb Staré zlaté časy (Lájoš)
- 1995 Komisař Rex (MUDr. E. Svoboda)
- 1995 Zahrada (Jakubův otec)
- 1996 Král Ubu (otec Ubu)
- 1997 Lotrando a Zubejda (sultán)
- 1997 Orbis Pictus (Emil)
- 1997 Pták Ohnivák (hrbáč)
- 1999 Fontána pre Zuzanu 3 (Baba Leo)
- 1999 Všichni moji blízcí (Helmut Spitzer)
- 2000 Jadvižin polštář (kněz Barovský)
- 2000 Krajinka (Kusalík)
- 2006 Zima kúzelníkov (Bango)
- 2006 Obsluhoval jsem anglického krále (obchodní cestující pan Walden)
- 2007 Roming (Roman Daniel)
- 2008 Taková normální rodinka (Poštolka)
- 2009 Vyprávěj (Janko Martinák, otec Evy Dvořákové)
- 2009 Ordinácia v ružovej záhrade (Ernest Hirsch)
- 2009 Jánošík (Ugronowicz)
- 2013 Hlavne, že sa máme radi… (otec Karol)
- 2014 Andělé všedního dne (Anděl Hachamel)
- 2016 Anděl Páně 2 (cukrář)